# WCW International World Heavyweight Championship
Het WCW International World Heavyweight Championship was een professioneel worstelkampioenschap in de World Championship Wrestling.
Deze titel verving het NWA World Heavyweight Championship, een kampioenschap van National Wrestling Alliance, omdat WCW niet meer samenwerkte met de NWA, in 1993. Het kampioenschap werd ook verdedigd op WCW-evenementen en op verschillende evenementen in Japan onder de worstelorganisatie New Japan Pro Wrestling (NJPW). In 1994 werd de titel verenigd met het WCW World Heavyweight Championship en werd vervolgens ontbonden.

## Titel geschiedenis
† duidt aan dat de regerend kampioen niet erkend werd door de WWE.
| Nr.             | Worstelaars     | #               | Datum             | Stad         | Evenement                    | Aantekeningen |
| --------------- | --------------- | --------------- | ----------------- | ------------ | ---------------------------- | --- |
| 1               | Rick Rude       | 1               | 19 september 1993 | Houston      | Fall Brawl 1993              | Versloeg Ric Flair voor het NWA World Heavyweight Championship, totdat de NWA besloot om niet meer samen te werken met de WCW waardoor de titel vernoemd werd tot "WCW International World Heavyweight Championship". |
| 2               | Hiroshi Hase    | 1               | 16 maart 1994     | Tokio        | House show                   | In Japan werd de titel beschreven als WCW International Heavyweight Championship. |
| 3               | Rick Rude       | 2               | 24 maart 1994     | Kyoto        | House show                   | |
| 4               | Sting           | 1               | 17 april 1994     | Rosemont     | Spring Stampede 1994         | |
| 5               | Rick Rude       | 3               | 1 mei 1994        | Fukuoka      | Wrestling Dontaku 1994       | |
| Vacant gesteld  | Vacant gesteld  | Vacant gesteld  | 1 mei 1994        | Fukuoka      | House show                   | Rick Rude versloeg Sting voor de titel in Fukuoka, Japan, maar de beslissing werd teruggedraaid omdat Rude Sting aanviel met de riem om de wedstrijd te winnen.                                                       |
| 6               | Sting           | 2               | 22 mei 1994       | Philadelphia | Slamboree 1994               | Versloeg Vader om de titel te heroveren. |
| 7               | Ric Flair       | 2†              | 23 juni 1994      | Charleston   | Clash of the Champions XXVII | Dit was een "unification match" om het WCW International World Heavyweight Championship te verenigen met het WCW World Heavyweight Championship.                                                                      |
| Titel ontbonden | Titel ontbonden | Titel ontbonden | 23 juni 1994      | Charleston   | Clash of the Champions XXVII | WCW besloot om deze titel op te bergen en ging verder met het WCW World Heavyweight Championship. |